# بسلامته عايز يتجوز (فلم)
بسلامته عايز يتجوز، فيلم مصري، انتج في العام 1936.

## قصة الفيلم
كشكش بيه عمدة كفر البلاص رجل مزواج، ينصرف عن شئون البلدة إلى شئونه الخاصة، يكلف سكرتيره عزت بالبحث له عن عروسة قاهرية ثم يلحق به عندما يوفق في اختيارها، إلا أن هناك خطيبًا آخر، يتفق مع عزت على عرقلة إتمام خطبة العمدة بشتى الطرق منها الادعاء له أن الفتاة سيئة الخلق وأيضًا الادعاء لوالدها أن العمدة غارق في الديون، بالفعل تنجح الخطة ويعود العمدة إلى بلدته.

## الممثلون
- نجيب الريحاني
- عزيزة أمير
- بشارة واكيم
- عبد الفتاح القصري
- حسن فايق
- زينب صدقي

## وصلات خارجية
- مقالات تستعمل روابط فنية بلا صلة مع ويكي بيانات
- صفحة الفيلم على موقع السينما